# Grand Babylon Hotel (film, 1920)
A Grand Hotel Babylon (eredeti német címe Das Grand Hotel Babylon) 1920-ban bemutatott német némafilm, rendezte Ewald André Dupont (E. A. Dupont). 

## Cselekménye
Egon von Toringen herceg szerelmes Anna von Carisweraen hercegnőbe, és a herceg nagybátyja, Olaf herceg, Anna apja is szívesen látná ezt a házasságot. Tölz báró, a házi miniszter (?) azonban Anna hercegnőt egy másik hercegnek szánja és sikerül elhitetnie Olaf herceggel, hogy Egonnak hatalmas adóssága van. Olaf így már nem adja beleegyezését a házassághoz.
Anna nem tud lemondani szerelmeséről, és mert sejti, hogy valami intrika rejlik a háttérben, Max Landához, a detektivhez fordul segítségért Egon herceg tisztázásához. Egon közben elutazott és a Grand Hotel Babylonban szállt meg. A detektív Aribert herceggel elmegy a szállodába, ahol meglepetten hallja, hogy bár Egon herceg lefoglaltatta a fejedelmi lakosztályt, eddig még nem érkezett meg. 
Közben Aribert herceg, Egon unokaöccse mind nagyobb rokonszenvet érez a milliárdos Northfield leánya, Nella iránt, aki viszonozza érzelmeit. Mire Max Landának sikerül végre megtalálnia a szerencsétlenül járt Egont, Nella és Aribert már eljegyzésükről beszélnek. Northfield, a boldog após szívesen hajlandó kifizetni fenséges rokona adósságait. Egon végre feleségül veheti Anna hercegnőt, Nella pedig Ariberté lesz.

## Szereplők
- Hans Albers
- Max Landa – detektív
- Toni Grünfeld – Northfield, milliomos
- Hanni Weisse – Nella Northfield
- Maria Zelenka – Anna hercegnő
- Max Kronert – Tölz báró
- Karl Falkenberg